# I'm Raving
Singles de Scooter
Rebel Yell
(1996) Break It Up
(1996)
I'm Raving est une chanson de Scooter extraite de l'album Wicked! et sortie en septembre 1996. 

## Liste des pistes
| 1. | I'm Raving            | 3:36 |
| 2. | I'm Raving (Extended) | 5:06 |
| 3. | B-Site (www.mix)      | 5:35 |
| 4. | Loops And Pipes       | 1:22 |

## Samples
I'm Raving sample 2 chansons :
- Walking in Memphis de Marc Cohn[5],[6].
- Scotland the Brave de Traditional Folk (1950)[7].

I'm Raving a été repris dans une chanson :
- Raving I'm Raving de Shut Up and Dance feat. Peter Bouncer (1992).

## Classements et certifications

### Classements hebdomadaires
| Classement (1995)                  | Meilleure position |
| ---------------------------------- | ------------------ |
| Allemagne (Media Control AG)       | 4                  |
| Autriche (Ö3 Austria Top 40)       | 4                  |
| Finlande (Suomen virallinen lista) | 2                  |
| Irlande (IRMA)                     | 19                 |
| Pays-Bas (Nederlandse Top 40)      | 44                 |
| Royaume-Uni (UK Singles Chart)     | 33                 |
| Suède (Sverigetopplistan)          | 37                 |
| Suisse (Schweizer Hitparade)       | 13                 |

### Certifications
| Pays             | Certification | Date | Ventes  |
| ---------------- | ------------- | ---- | ------- |
| Allemagne (BVMI) | Or            | 1995 | 250 000 |